# Cyrtocarpa procera
Cyrtocarpa procera ist eine Pflanzenart aus der Gattung Cyrtocarpa innerhalb der Familie der Sumachgewächse (Anacardiaceae). Sie kommt in Mexiko vor und wird dort Copalillo, Chupandía, Chupandilla, Copalcocote, Maxocote oder Chucumpum genannt.

## Beschreibung

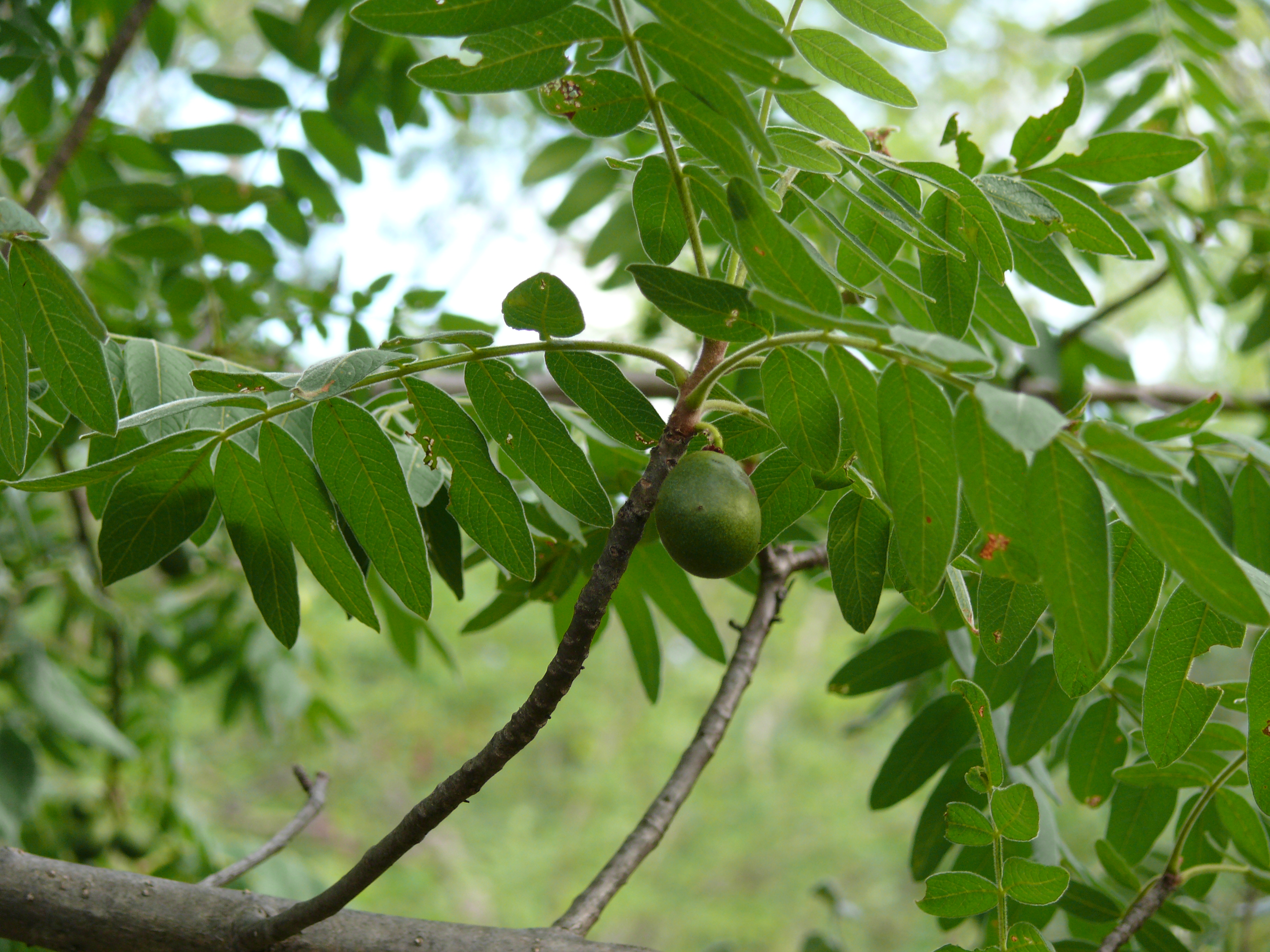
Laubblätter und Frucht

### Vegetative Merkmale
Cyrtocarpa procera wächst als kleiner, laubabwerfender Baum und erreicht Wuchshöhen von 6 bis 7 Meter bei Stammdurchmesser von 15 bis 25 Zentimeter. Die gräuliche Borke ist relativ glatt bis abblätternd.
Die wechselständig an den Zweigen angeordneten Laubblätter in Blattstiel und -spreite gegliedert. Die unpaarig gefiederte Blattspreite besitzt 7 bis 19 Blättchen. Die Rhachis ist teils kurz geflügelt. Die eiförmigen bis -lanzettlich und papierigen, fast sitzenden bis sitzenden, vor allem unterseits behaarten Blättchen sind ganzrandig mit meist rundspitzigem bis spitzem oberen Ende.

### Generative Merkmale
Cyrtocarpa procera ist polygam-diözisch. An den Zweigenden befinden sich achselständige, kurze rispige Blütenstände die fast sitzende Blüten enthalten.
Die eingeschlechtigen oder zwittrigen, weißen, sehr kleinen Blüten sind fünfzählig mit doppelter Blütenhülle. Es sind zehn Staubblätter vorhanden. Der mehrkammerige Fruchtknoten ist oberständig. Die sehr kurzen, freien und entfernt stehenden Griffel enden in kleinen, kopfigen Narben. Es ist jeweils ein fleischiger und kahler, gekerbter Diskus vorhanden. Bei den weiblichen Blüten sind Staminodien vorhanden, bei den männlichen ein reduzierter Pistillode.
Die bei einer Größe von 2 bis 3 Zentimeter relativ kleinen Steinfrüchte sind bei Reife gelb und rundlich, fast kahl mit Kelchresten und dünner, zäher Schale. Die braunen, relativ glatten, eiförmigen bis ellipsoiden und holzigen, meist einsamigen Steinkerne besitzen kleine Keimdeckel (Operculum).

## Taxonomie
Die Erstbeschreibung von Cyrtocarpa procera erfolgte 1824 durch Karl Sigismund Kunth in Nova Genera et Species Plantarum, Band 7, Seite 20, Tafel 609.

## Verwendung
Die säuerlichen, etwas harzigen Früchte sind essbar und sind beliebt in Mexiko; sie werden roh oder gekocht verwendet. Die Samen werden medizinisch verwendet.
Aus der Rinde kann eine Seife hergestellt werden.
Das Holz ist weich, mit einem starken Duft.